# Dactylaria chrysosperma
Dactylaria chrysosperma är en svampart som först beskrevs av Pier Andrea Saccardo, och fick sitt nu gällande namn av G.C. Bhatt & W.B. Kendr. 1968. Dactylaria chrysosperma ingår i släktet Dactylaria, ordningen disksvampar, klassen Leotiomycetes, divisionen sporsäcksvampar och riket svampar.   Inga underarter finns listade i Catalogue of Life.